# Rigmor Ilstedt
Rigmor Kristina Ilstedt, född 13 augusti 1941 i Västervik, död 18 oktober 2001 i Västerleds församling i Stockholm, var en svensk målare och grafiker.
Ilstedt studerade vid Idun Lovéns målarskola 1963–1968 och Konsthögskolan i Stockholm. Separat ställde hon bland annat ut på Färg och Form och Galleri Lucidor i Stockholm samt med Konstfrämjandet. Hon medverkade i samlingsutställningar på Waldemarsudde i Stockholm, Konstens hus i Luleå och Konstfrämjandet. Bland hennes offentliga arbeten märks en väggutsmyckning vid Rånäs Sjukhem. Hon tilldelades ett flertal stipendium bland annat Statens stora arbetsstipendium, Stockholms stads kulturstipendium, Folke Hellström Linds stipendium, Skärgårdsstiftelsens stipendium och från Konstakademiens fonder. Hennes konst består skogslandskap, porträtt, djur samt med litografier i mestadels ljus kolorit. Vid sidan av sitt eget skapande var hon verksam som lärare vid Grundskolan för konstnärlig utbildning. Ilstedt är representerad vid Moderna Museet, Statens konstråd samt i ett flertal landsting och kulturnämnder i Sverige. En minnesutställning med hennes konst visades 2012 i Stockholm.